# Gustave Doré
Paul Gustave Doré, född 6 januari 1832 i Strasbourg, död 23 januari 1883 i Paris, var en fransk tecknare, skulptör och grafiker. Han verkade även som en tidig serieskapare.

## Biografi
Doré framträdde tidigt som illustratör i Le Journal pour rire och andra tidningar och nådde snart genom sina sprudlande livfulla och fantasirika teckningar till arbeten av François Rabelais, Honoré de Balzac (Contes drôlatiques 1855, svensk översättning Lustiga historier 1928), Hippolyte Taine, P. Dupont (La légende du juif errant, 1856), Lord Byron och Miguel de Cervantes ett rykte som samtidens främste illustratör. 1854, under Krimkriget, producerade Doré en satir över Rysslands historia i serieform, betitlad Histoire pittoresque, dramatique et caricaturale de la sainte Russie ('Pittoresk, dramatisk och karikerad historia över det heliga Ryssland'; återutgiven som Les Russes).
Han gjorde även illustrationer till Dante Alighieris Gudomliga komedi i en utgåva från 1861. Senare följde planscherna till Charles Perraults Les contes (1861, svensk översättning Sagor 1873), François-René de Chateaubriands Atala (1862, svensk översättning 1882), Rudolf Raspes Aventures du baron Münchhausen (1862, svensk översättning 1875), samt Miguel de Cervantes Don Quijote (1865).
Doré illustrerade en bibelutgåva från 1865, som till följd av hans illustrationer i trägravyr brukar benämnas Dorés bibel och som använts i flera svenska bibelutgåvor. Han illustrerade även fortsättningen av Dantesviten 1868 (en samlad svensk utgåva kom 1876). Sammanlagt har han illustrerat över 200 verk. Doré målade även tavlor, som dock i stilen liknar illustrationer. Han var även verksam som skulptör, bland vilka märks Parcen och Amor (1877) och monumentet över Alexandre Dumas den äldre på Place du Général-Catroux i Paris. Doré ligger begravd på Père-Lachaise i Paris.

## Galleri

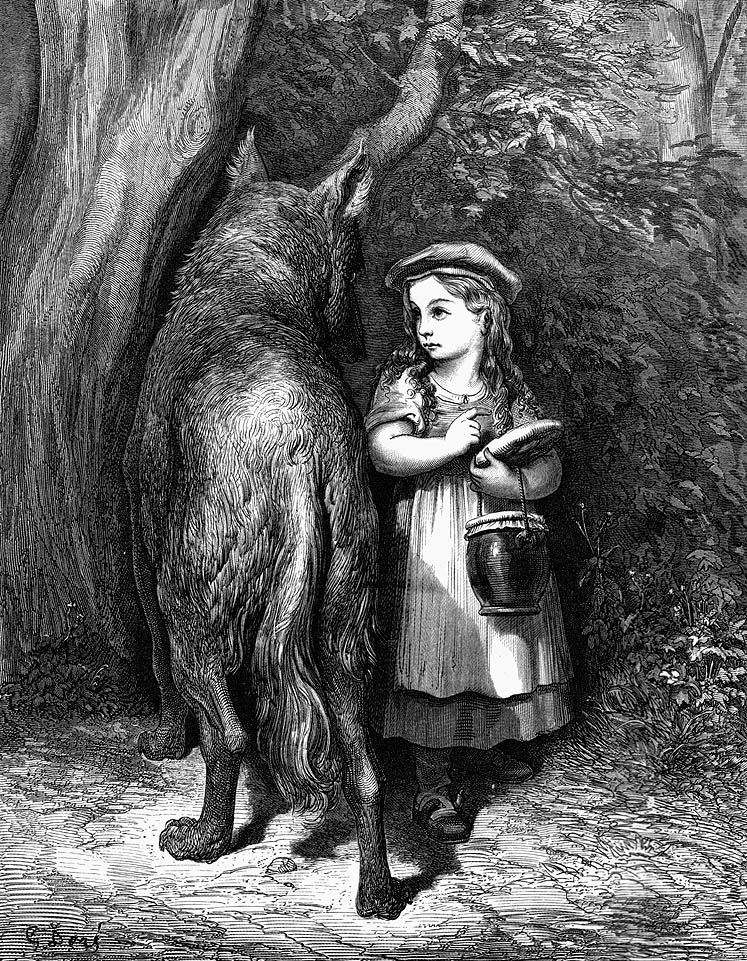
Rödluvan, illustration till Bröderna Grimms sagor.
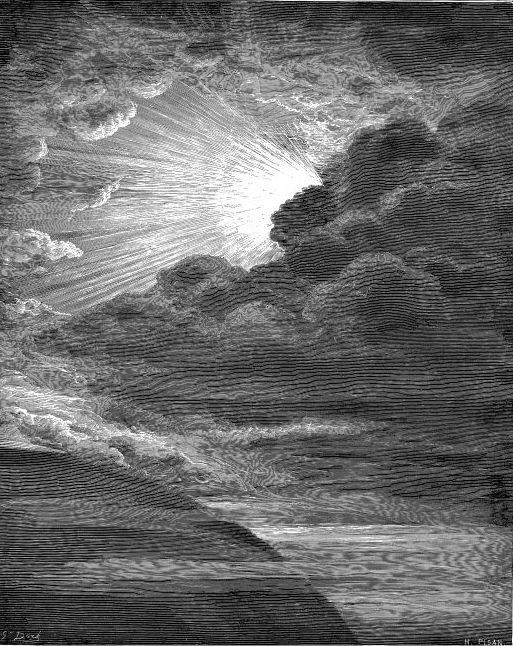
"Warde ljus!" Illustration till Bibeln.
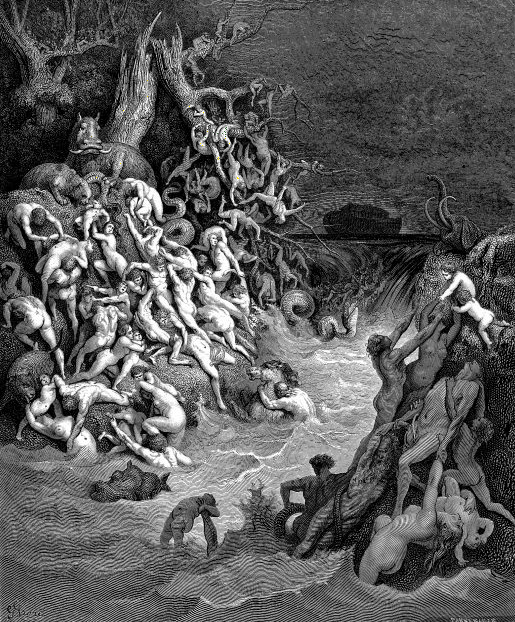
Syndafloden, illustration till Bibeln.
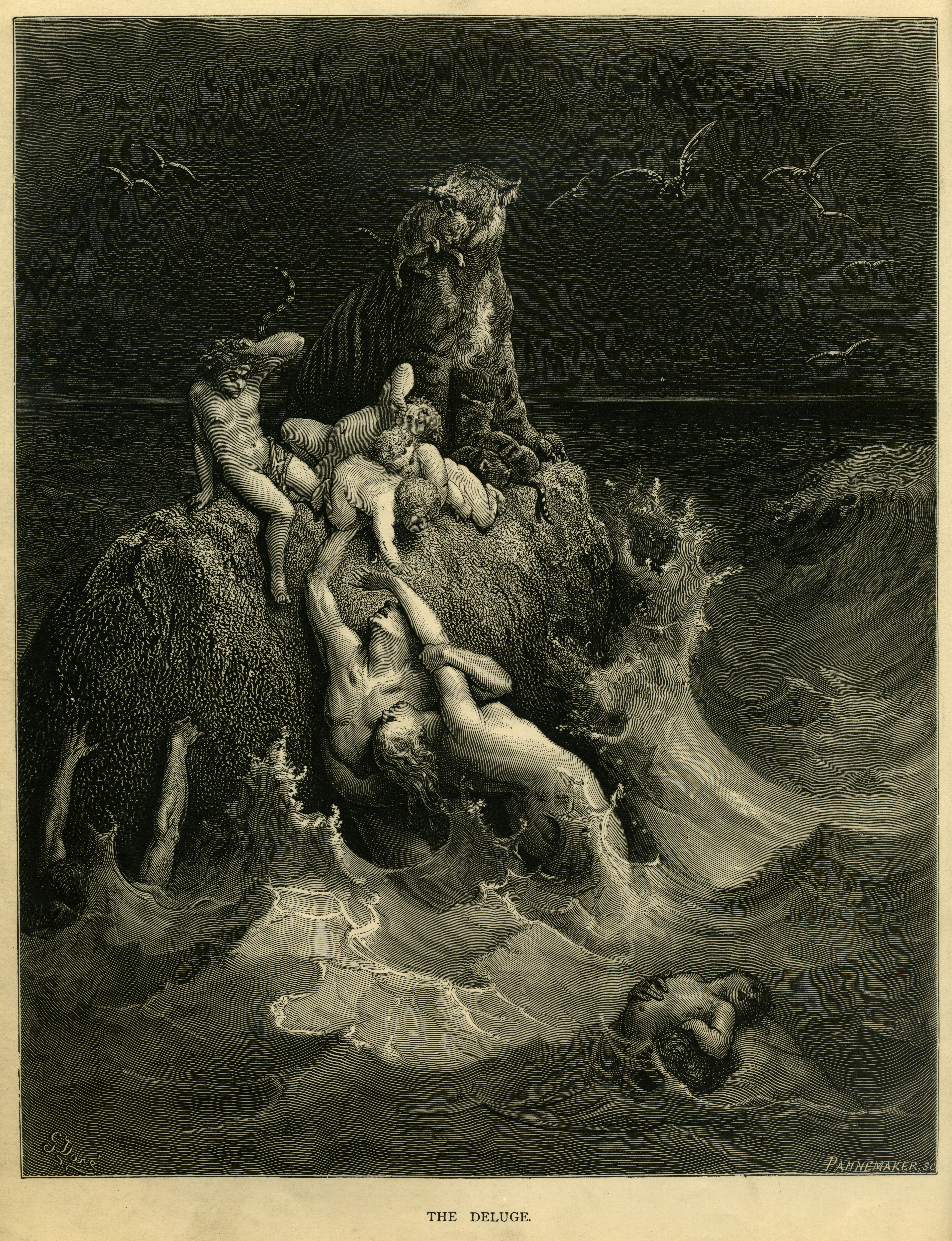
Syndafloden, illustration till Bibeln.
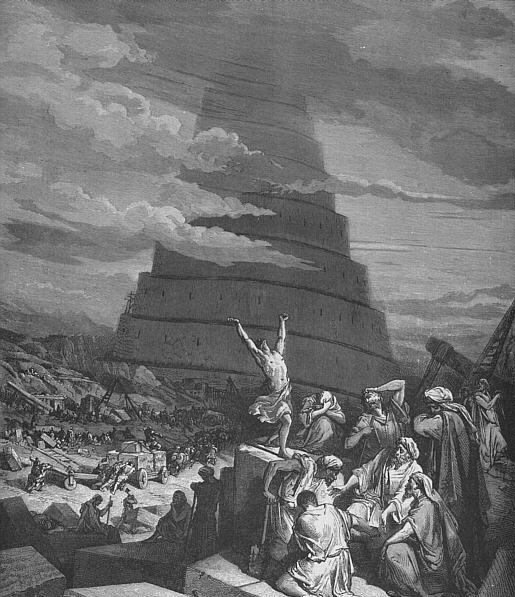
Babels torn, illustration till Bibeln.
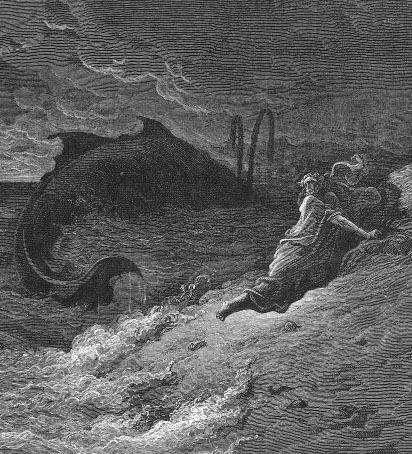
Jona och valen, illustration till Bibeln.
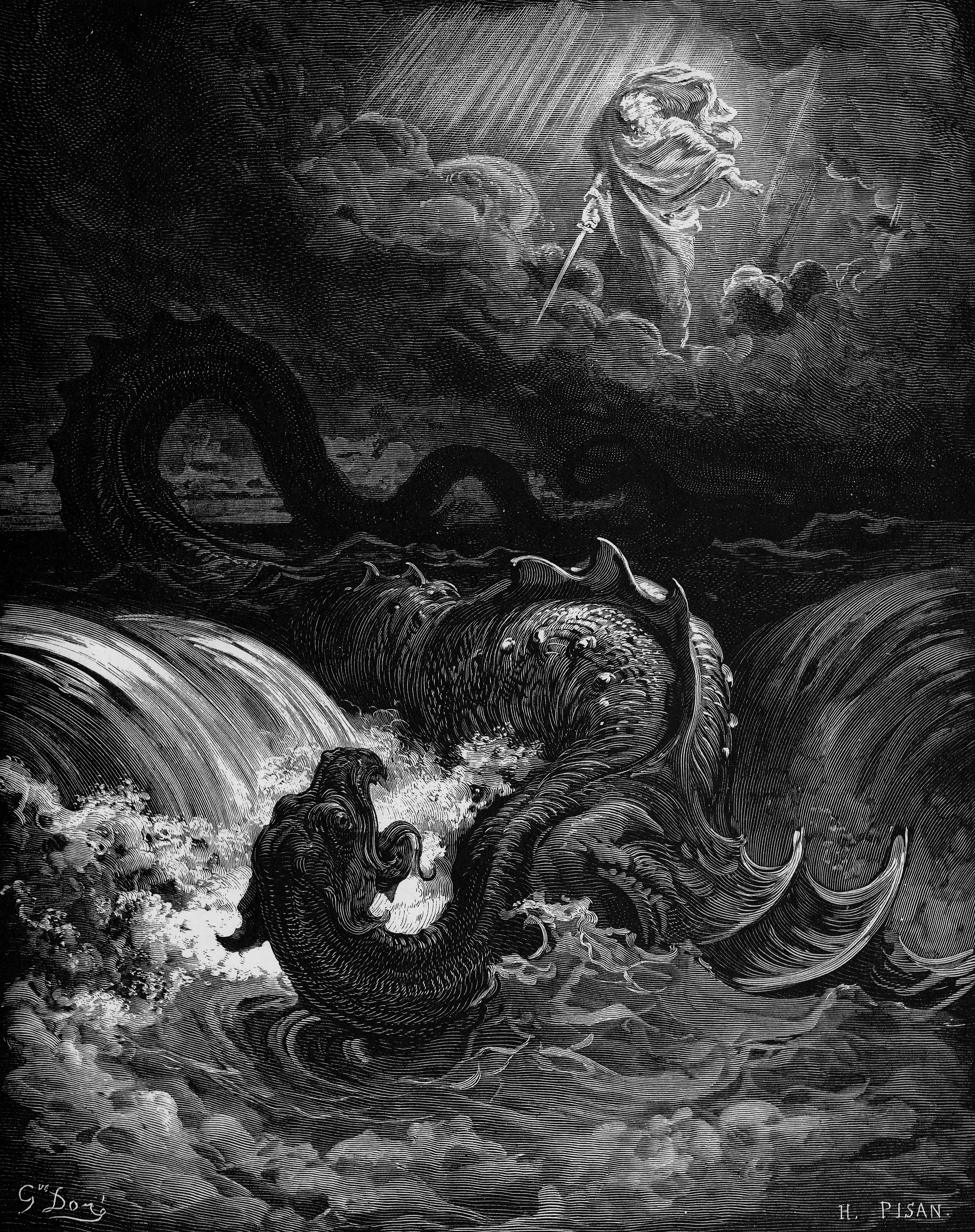
Leviatans förgörelse, illustration till Bibeln.
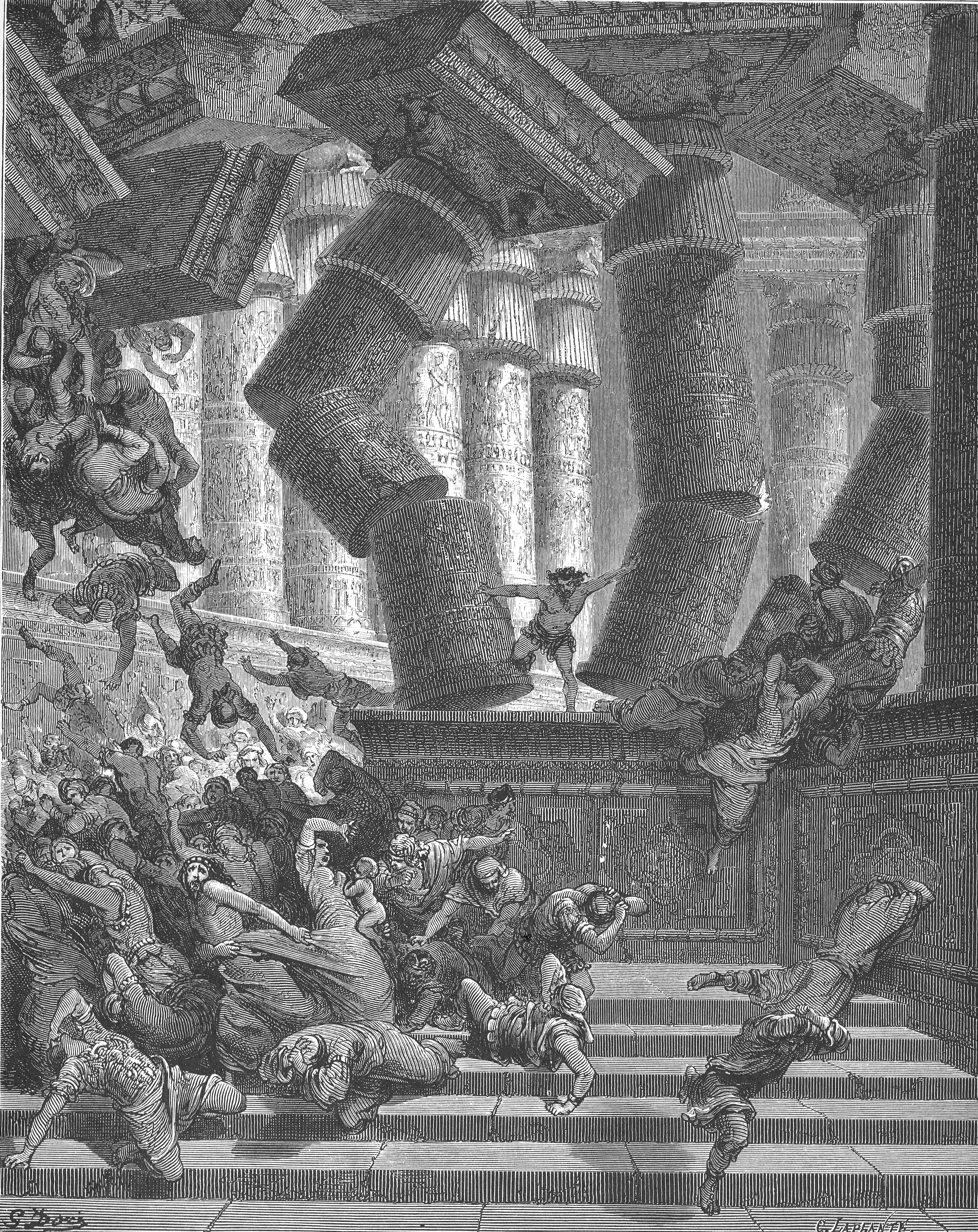
Simsons död.
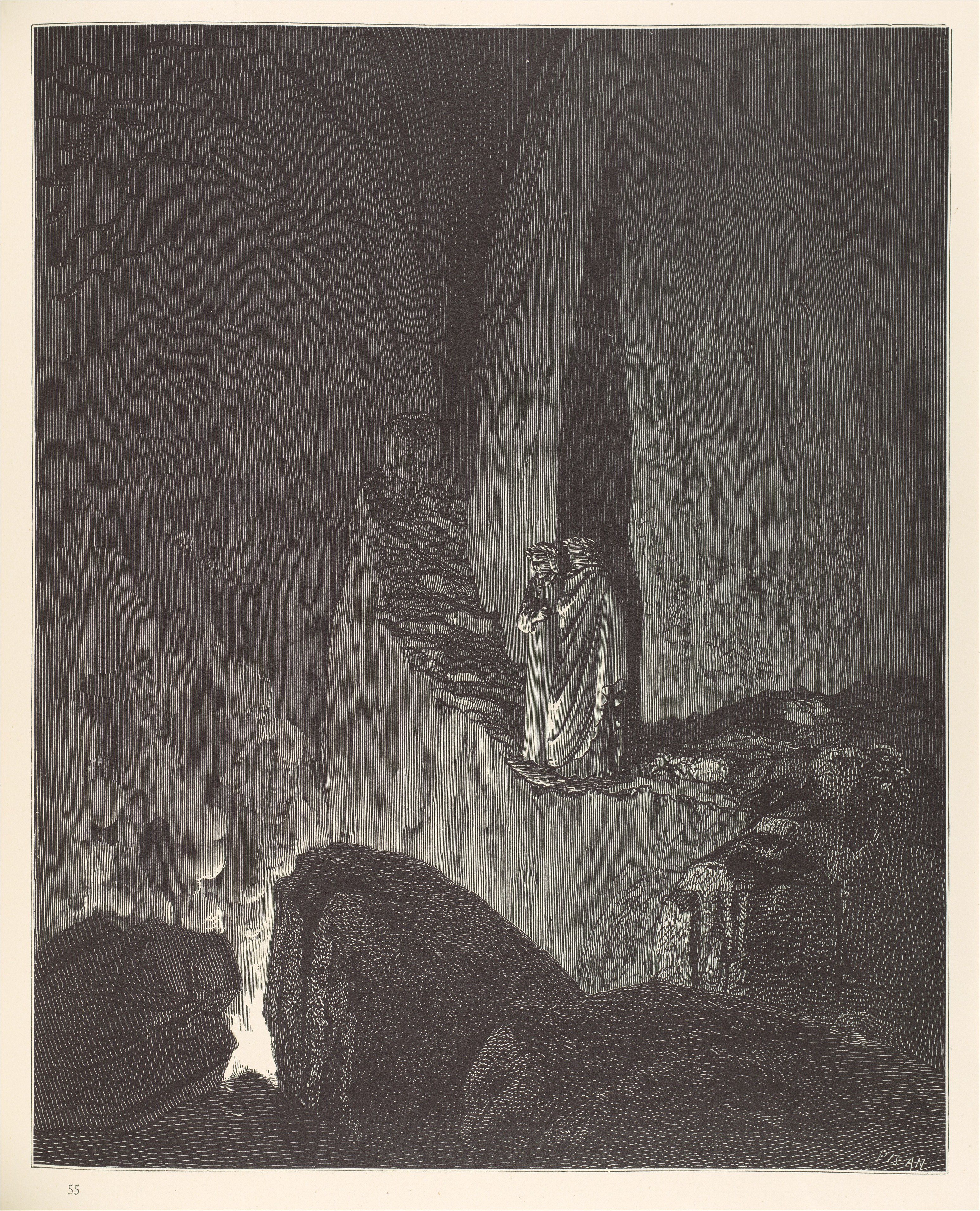
Illustration till Divina Comedia.
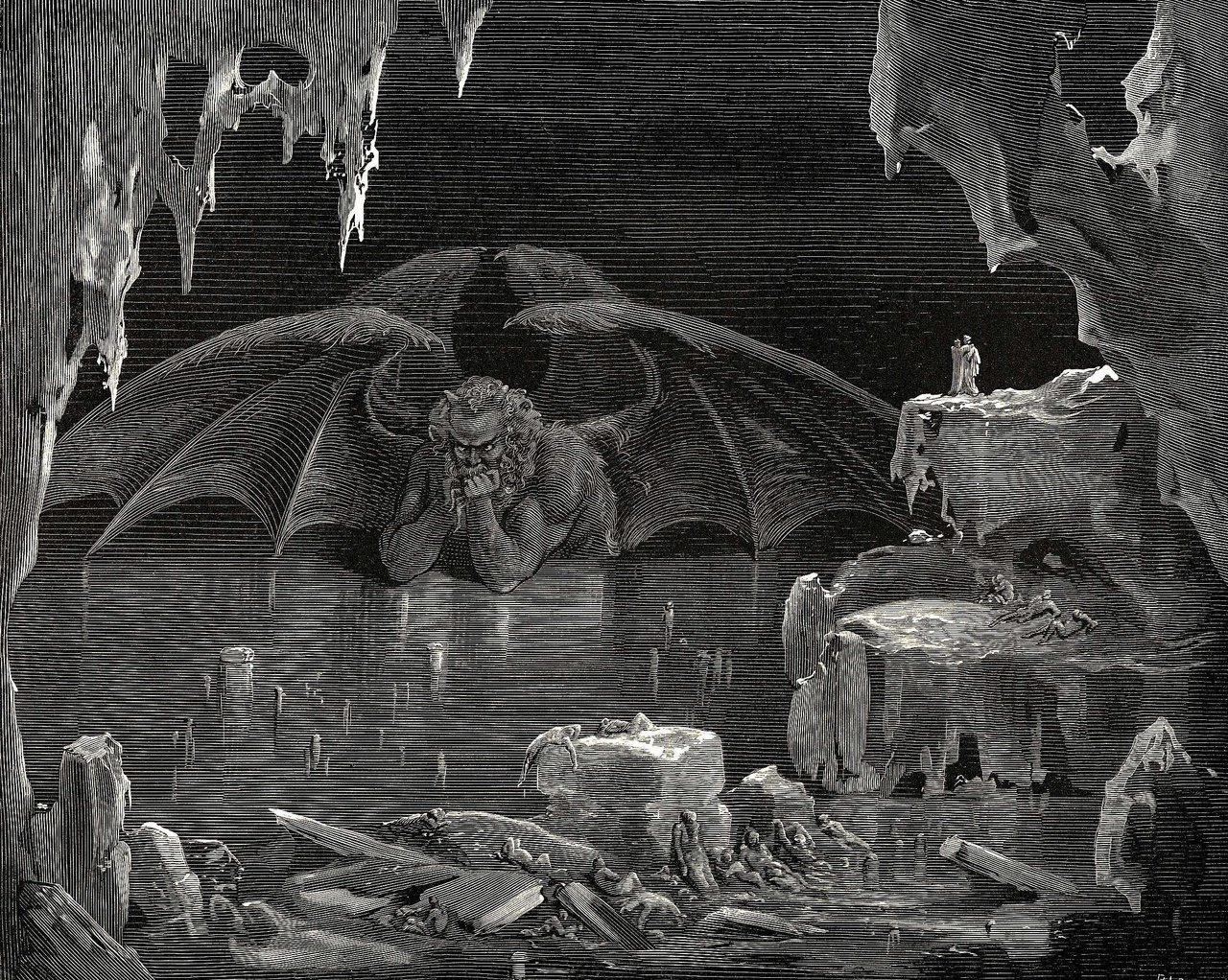
Illustration till Divina Comedia.
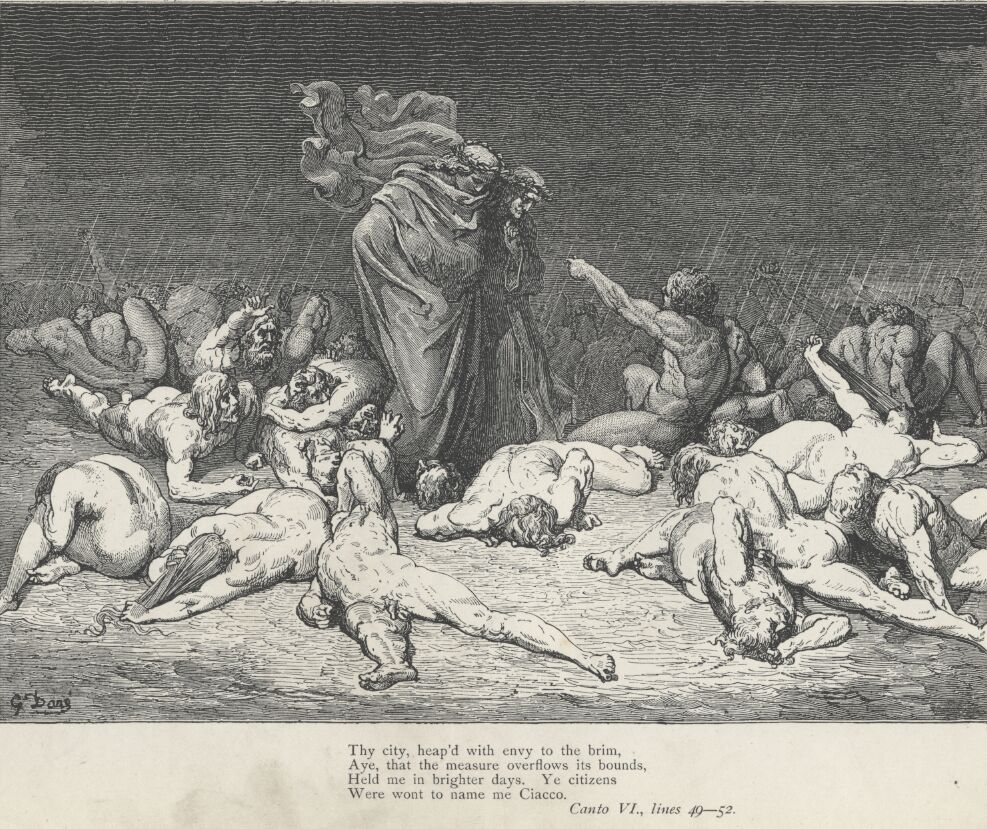
Illustration till Divina Comedia.
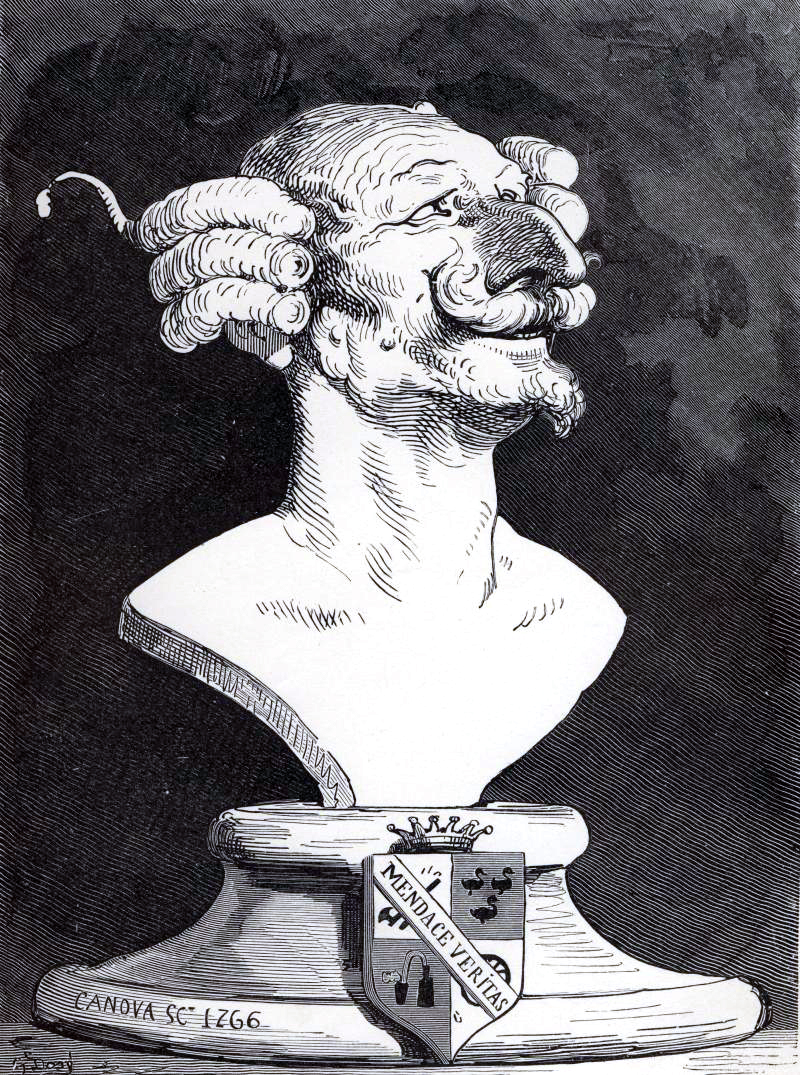
Baron von Münchhausen
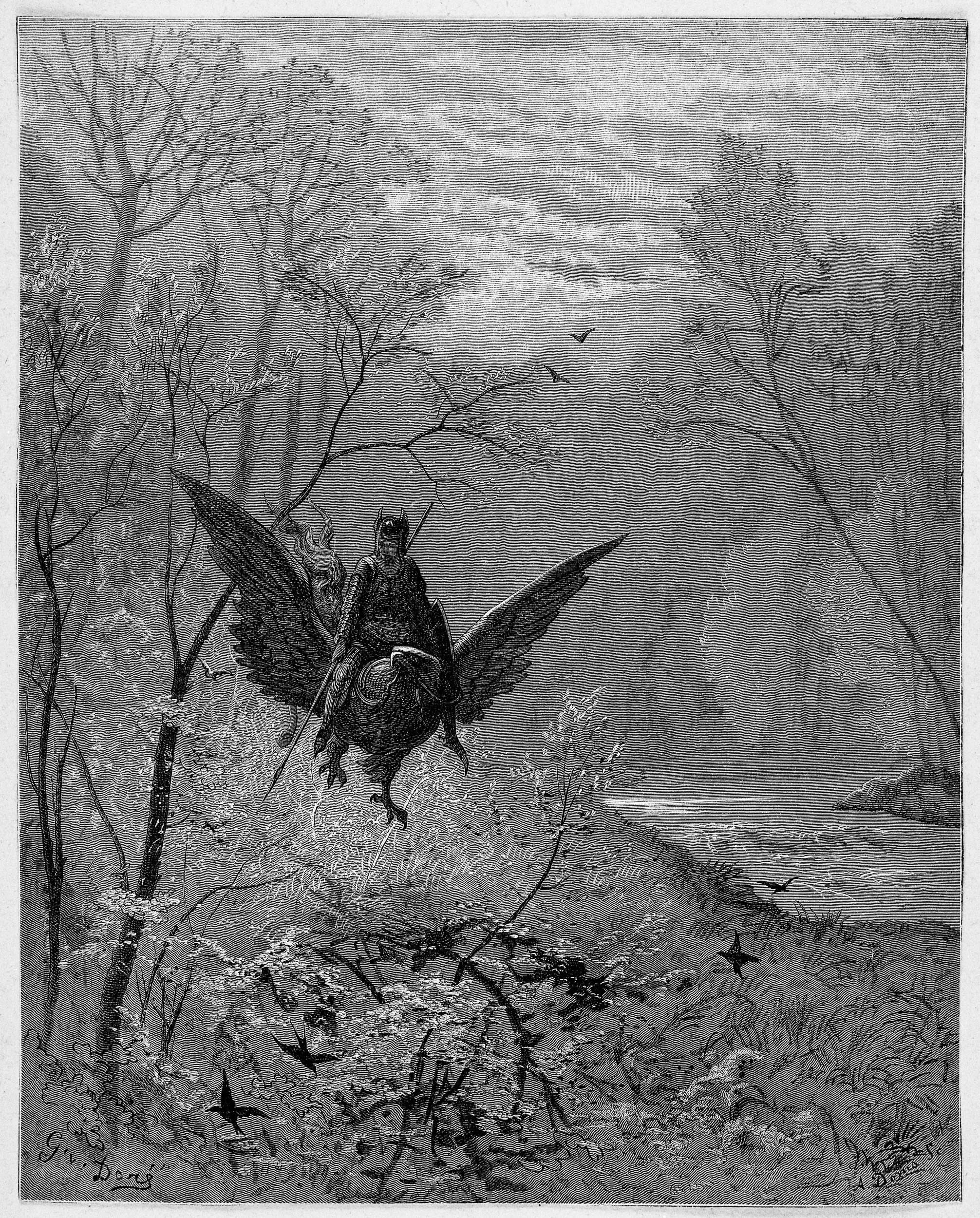
Illustration till Orlando furioso.
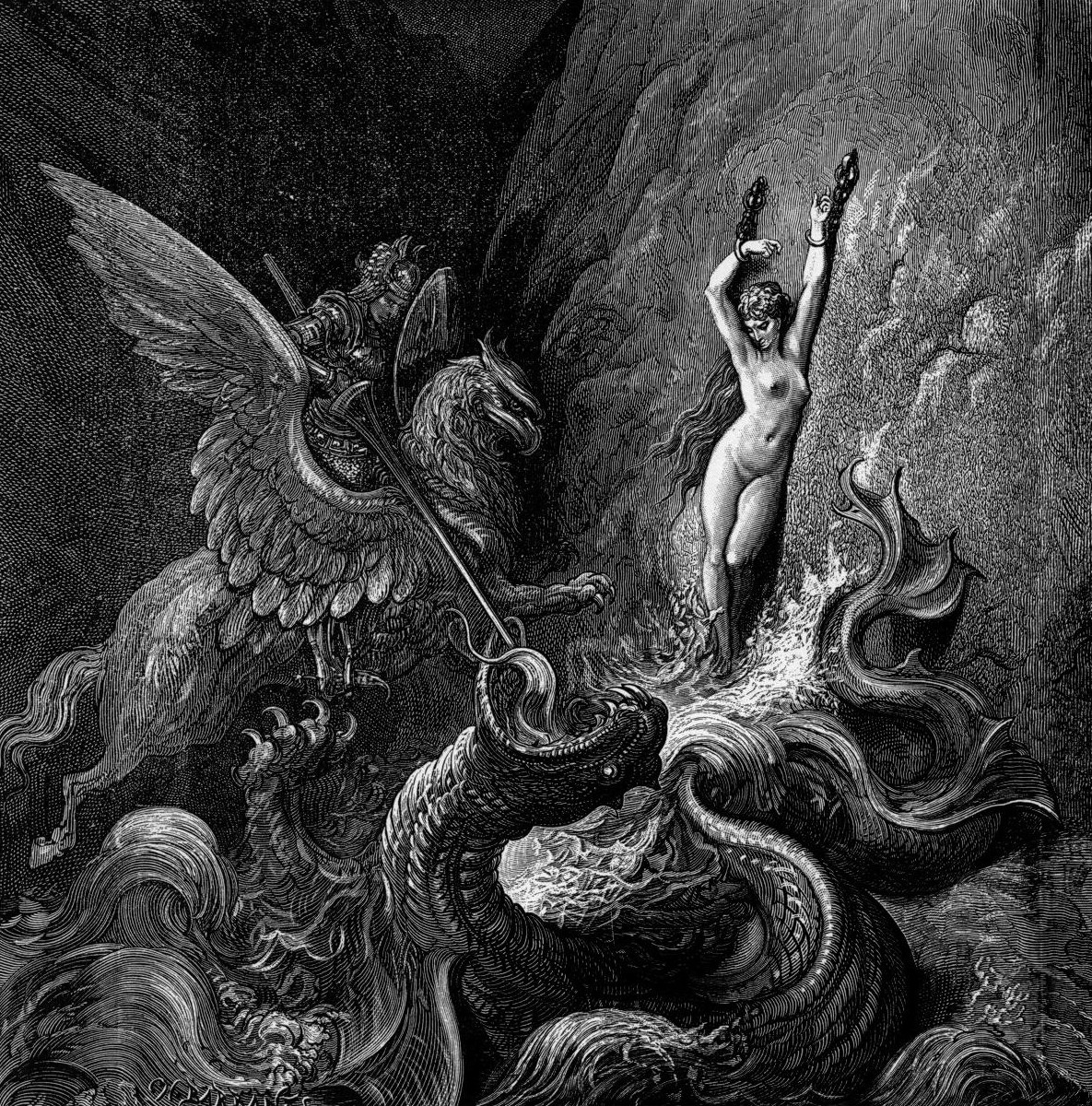
Illustration till Orlando furioso.
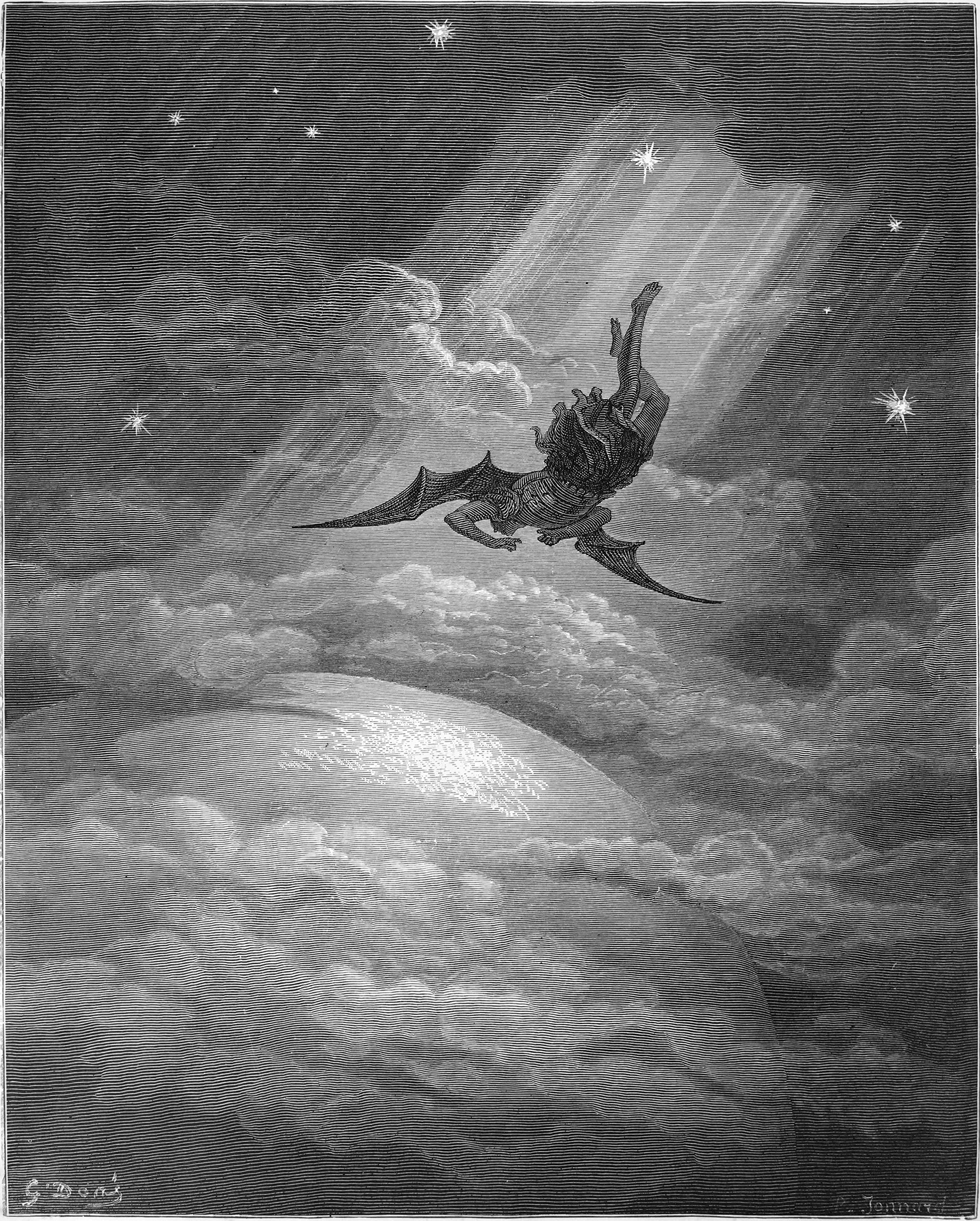
Illustration till Det förlorade paradiset.
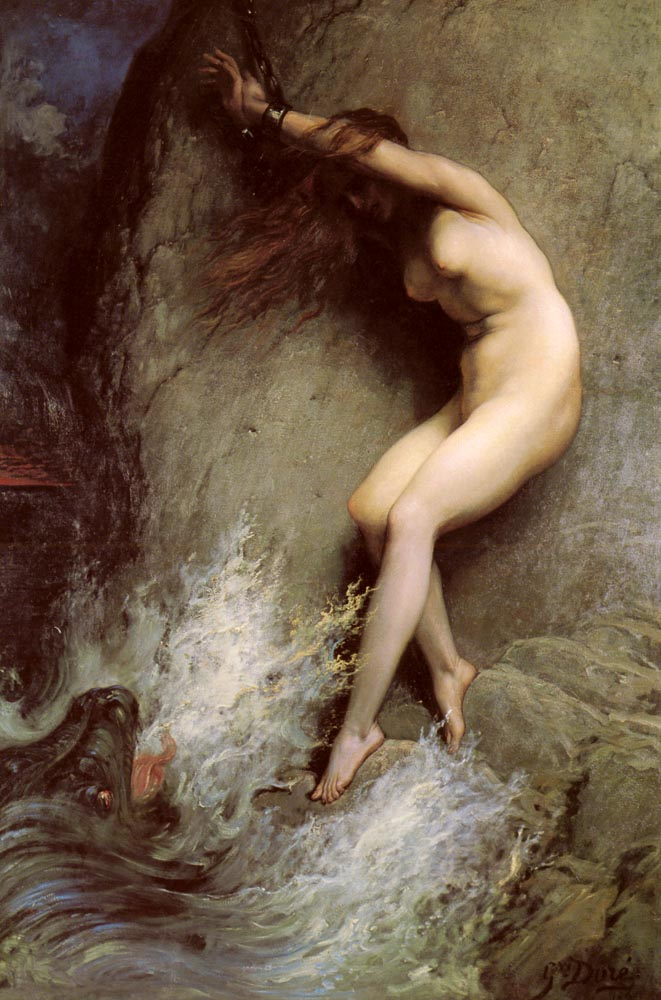
Andromeda, kedjad vid en klippa.
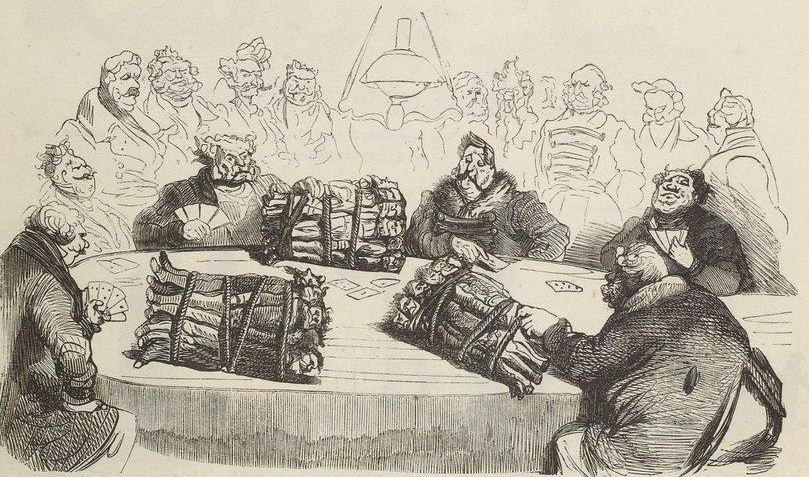
Livegenskap i Ryssland, ur Les Russes.